# Comostolodes
Comostolodes là một chi bướm đêm thuộc họ Geometridae.

## Các loài
- Comostolodes albicatena Warren, 1896
- Comostolodes chlorochromodes Prout
- Comostolodes dialitha (West, 1930)
- Comostolodes subhyalina Warren
- Comostolodes tenera Warren